# St. Antonius (Kümmersbruck)

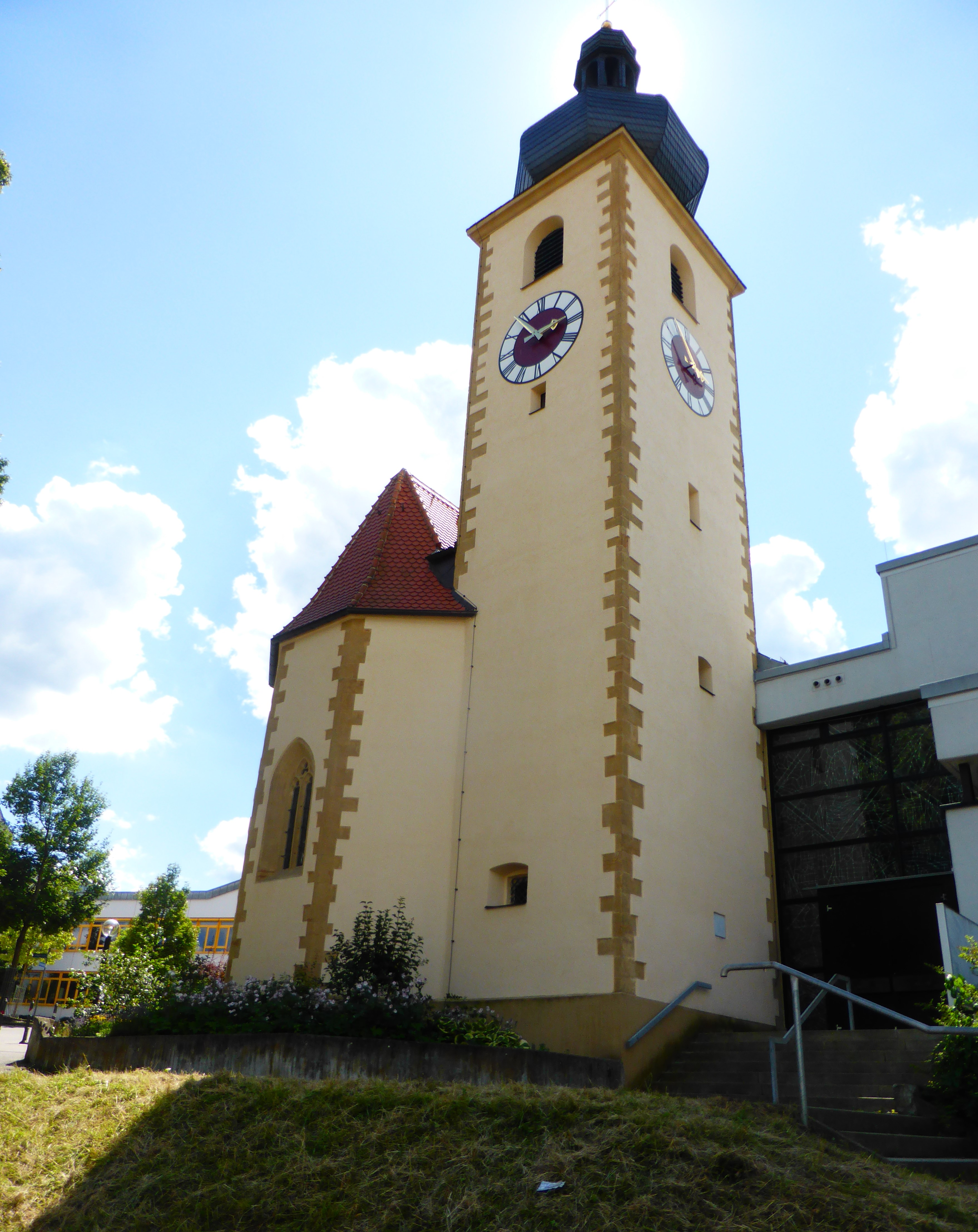
Pfarreikirche St. Anton in Kümmersbruck

Die römisch-katholische Pfarrkirche St. Antonius (auch St. Antonius Abbas genannt) in der Oberpfälzer Gemeinde Kümmersbruck Landkreis Amberg-Sulzbach von Bayern ist die Pfarrkirche der Pfarrei Kümmersbruck. Das Patrozinium des Kirchenheiligen wird am 17. Januar gefeiert.

## Geschichte
Kümmersbruck gehörte im ausgehenden Mittelalter zur Pfarrei St. Martin in Amberg. Die Geschichte der alten Pfarrkirche St. Antonius beginnt im Jahr 1440, als der Landsassengutsbesitzer von Schloss Kümmersbruck, Konrad von Eschlbeck, im Jahre 1440 eine Stiftung machte, mit der am Ort eine eigene Kapelle errichtet werden konnte, die dem heiligen Abt Antonius und dem Diözesanheiligen Wolfgang geweiht wurde. Im 18. Jahrhundert wird die Kirche noch als Filiale zu Amberg geführt.
Im 18. Jahrhundert erfolgte ein barocker Neubau des Langhauses. 1902 wurde Kümmersbruck ein selbständiger Seelsorger zugewiesen und 1922 wurde Kümmersbruck zur Pfarrei erhoben. In der Zeit von 1922 bis 1924 wurde die Kirche erweitert. 1976–1977 wurde die Kirche St. Wolfgang nördlich angebaut.

## Baulichkeit
Der Bau ist eine Saalkirche mit einem spätgotischen, eingezogenen und fünfseitig geschlossenen Chor aus dem 15. Jahrhundert. Er ist ein verputzter Massivbau mit einem einseitig abgewalmten Satteldach und einem Kirchturm mit einer Laternen-Zwiebelhaube. Das Langhaus ist von 1728. Die Kirche wurde 2013 grundlegend renoviert.

## Ausstattung

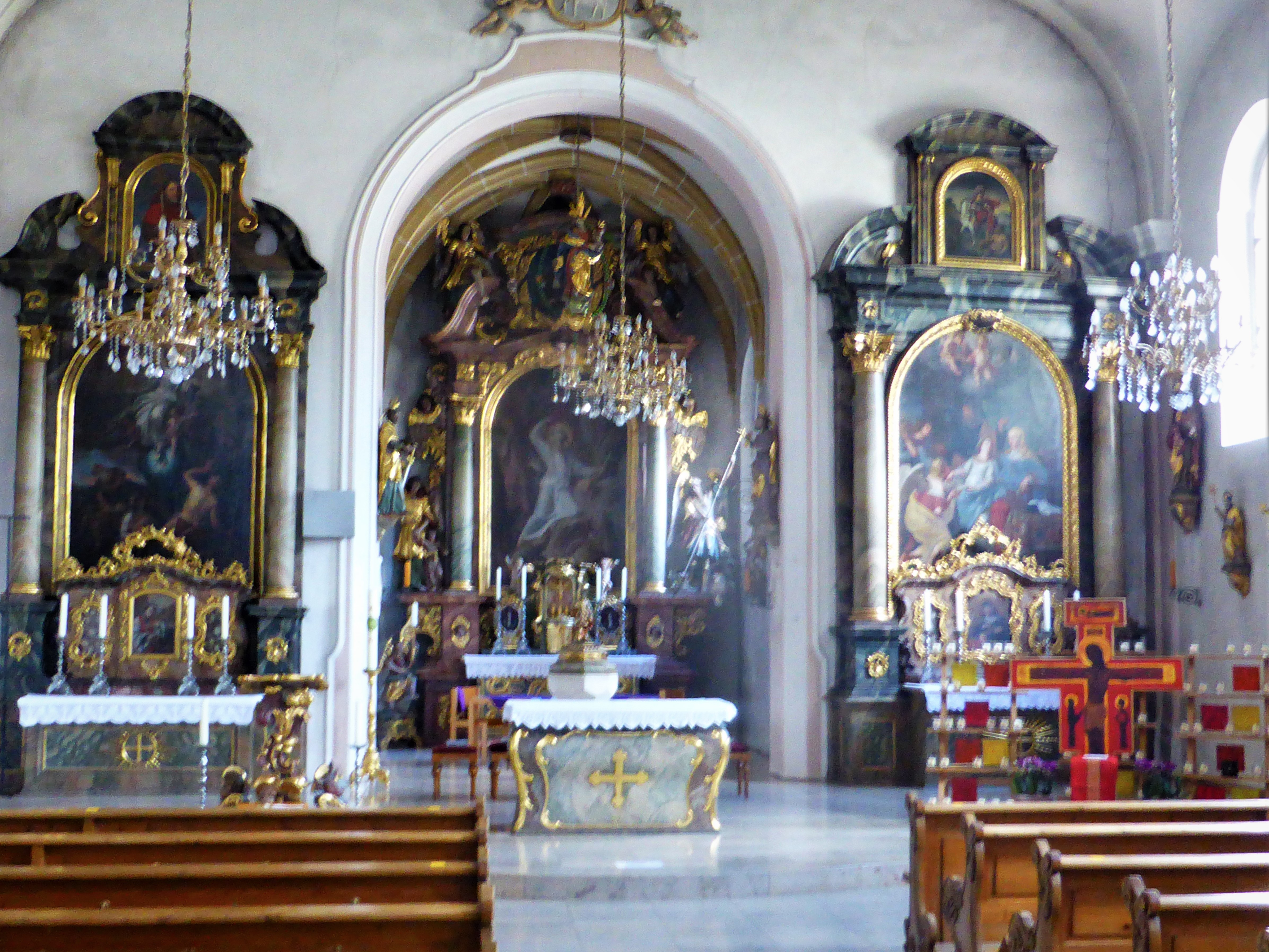
Blick auf Haupt- und Nebenaltäre der Kirche St. Anton

Der Hauptaltar stellt den Kirchenpatron dar. Der rechte Seitenaltar stellt auf dem Altarbild (wohl von 1750) dar, wie Anna und Joachim, die Großeltern von Jesus, ihr Kind Maria unterrichten. Im Altarauszug wird der hl. Martin gezeigt.
Das Deckengemälde zeigt das Jüngste Gericht und den Erzengel Michael, der gute und böse Menschen trennt.

## Glocken
Die früheren Glocken wurden 1874 gegossen. Während des Ersten Weltkrieges wurden im Sommer 1917 zwei Glocken beschlagnahmt. Am 29. April 1926 wurden zwei neue Glocken von der Glockengießerei Hamm-Hofweber angeschafft. Auch diese wurden im Zweiten Weltkrieg beschlagnahmt.
Die Kirche besitzt nun wieder drei Glocken, eine historische Glocke aus dem 15. Jahrhundert (Aufschrift „Ave Maria gratia plena“) und zwei von 1946 (Aufschrift „Sancte Antoni ora pro nobis“) und von 1950 (Aufschrift „Sancta Maria ora pro nobis“), die von der Glockengießerei Hamm gegossen wurden. Das Geläut ist auf F-Moll gestimmt (f′-as′-c″).